# Paracroma zamora
Paracroma zamora là một loài bướm đêm trong họ Noctuidae.